# INFO magazin
INFO magazin je najčitaniji bosanskohercegovački mjesečnik posvećen računalnim tehnologijama i modernom načinu života. Uređuje ga grupa mladih ljudi, s ciljem širenja informatičkog znanja i kulture.
U INFO magazinu se mogu pročitati recenzije hardvera i softvera, pojašnjenja trenutnih i dolazećih tehnologija, svježe novosti s domaćeg i svjetskog IT tržista, konkretne primjere korištenja pojedinih alata, škole, te recenzije igara i drugog zabavnog softvera. Po jedna ili više aktualnih tema svaki broj je u fokusu kao tema broja. 
INFO Online je online izdanje magazina. Pored novosti i sadržaja koji se prenose iz štampanog izdanja, dio sadržaja je ekskluzivan i objavljuje se samo na IOL.
Uz svaki broj magazina stalni dodatak je INFO DVD, s najnovijim shareware i freeware alatima, demo verzijama komercijalnog softvera i igara, uz stalnu kolekciju najpotrebnijih alata.
INFO magazin je dosada objavio ukupno 111 brojeva, a jubilarni 100. broj je izašao u svibnju 2006. godine.
Prvi broj INFO magazina je izašao 1997. godine.

## Vanjske poveznice
- Službena stranica magazina